# Головний інститут гірництва Польщі
Головний інститут гірництва Польщі (пол. Główny Instytut Górnictwa) — один з найбільших гірничих науково-дослідних центрів Польщі, працює на ринкових принципах. Утворений в 1945 році як науково-дослідницька база гірничої промисловості.

## Напрямки діяльності
Виконує інтердисциплінарні науково-технічні послуги для всіх галузей і секторів промисловості і господарства, установ державної і локальної адміністрації. Важливим напрямом діяльності Інституту є експорт дослідно-технічних послуг і співпраця із закордоном — промисловими і науковими центрами у всьому світі — в т. ч. в рамках програм комісії Європейського Союзу. 
Основою успіху Інституту є сучасні методи управління, науковий потенціал і кваліфікація працівників, яких, станом на 2004 p., близько 550, у тому числі понад 100 з вченими званнями в дисциплінах: гірництво, охорона і інженерія навколишнього середовища.
Пріоритет надається питанням якості послуг, впроваджена інтегральна система управління якістю, навколишнім середовищем, безпекою і гігієною праці, яка отримала сертифікат Польського центру по випробуваннях і сертифікації. Послуги Інституту охоплюють всі фази починаючи з випробувань і проекту аж до нагляду за впровадженням. Частіше за все вони реалізовуються в формі наукових проектів, експертиз, ліцензії і know-how, консультацій, навчань.
Основні галузі, в яких працює Інститут:
- гірництво:
  - боротьба з природними і технічними небезпеками;
  - механічна переробка копалин і утилізація відходів;
  - розвиток методів боротьби з небезпеками в лавах з високою концентрацією видобутку;
  - підбір новітніх технологій для застосування в гірничій промисловості;
  - розвиток методів поліпшення стану безпеки праці в процесі ліквідації шахт.
- Екологія (інженерія навколишнього середовища):
  - освоєння і управління комунальними і промисловими відходами;
  - охорона вод і водно-стічне господарство;
  - економія енергії й охорона повітря;
  - моніторинг навколишнього середовища й управління ним згідно зі стандартом ISO 14001;
  - програма екологічно чистих технологій.

Питання, пов'язані з якістю: система управління якістю за стандартом ISO серії 9000, навколишнім середовищем за стандартом ISO серії 14001 і безпекою праці за стандартом PN-18001.
Економічні і соціальні апробації:
- програми економічної активізації гмін і районів, боротьба з безробіттям;
- стратегії розвитку, реструктуризації і екорозвитку районів.

Навчання і курси:
- спеціальні курси в галузі гірництва і екології, екочистих технологій;
- управління фондами Європейського Союзу і підприємством в умовах інтеграції;
- післядипломні курси:
  - інформатика,
  - управління фінансами,
  - менеджерські.

Динаміка числа клієнтів і партнерів Інституту як в країні, так і за кордоном на початку XXI ст. позитивна.